# 덴지
덴지(天治, てんじ)는 일본의 연호(元号) 중 하나이다.
- 전후 : 호안(保安) 이후 - 다이지(大治) 이전.
- 시기 : 1124년 ~ 1125년
- 천황 : 스토쿠 천황

## 개원(改元)
- 호안 5년 4월 3일(율리우스력 1124년 5월 18일), 스토쿠 천황의 즉위에 맞춰 개원.
- 덴지 3년 1월 22일(율리우스력 1126년 2월 15일), 다이지로 개원된다.

## 출전
『역위(易緯)』의 「帝者徳配天地、天子者継天治物」.

## 서력과의 대조표
| 덴지 | 원년   | 2년    | 3년    |
| ---- | ------ | ------ | ------ |
| 서력 | 1124년 | 1125년 | 1126년 |
| 간지 | 갑진   | 을사   | 병오   |

## 같이 보기
- 일본의 연호 일람
- 덴지 천황은 원가력을 사용하였다.

| 이전 호안 | 일본의 연호 1124년 ~ 1126년 | 다음 다이지 |